# دانیلا دی کورو
 دانیلا دی کورو (انگلیسی: Daniela Di Toro؛ زاده ۱۶ اکتبر ۱۹۷۴) یک تنیس‌باز اهل استرالیا است. 